# Memecylon dallmannense
Memecylon dallmannense är en tvåhjärtbladig växtart som beskrevs av Jisaburo Ohwi. Memecylon dallmannense ingår i släktet Memecylon och familjen Melastomataceae. Inga underarter finns listade i Catalogue of Life.